# О'Браєн (Орегон)
О'Браєн (англ. O'Brien) — переписна місцевість (CDP) в США, в окрузі Джозефін штату Орегон. Населення — 470 осіб (2020).

## Географія
О'Браєн розташований за координатами 42°4′48″ пн. ш. 123°42′15″ зх. д. / 42.08000° пн. ш. 123.70417° зх. д. (42.079977, -123.704149).  За даними Бюро перепису населення США в 2010 році переписна місцевість мала площу 13,54 км², з яких 13,50 км² — суходіл та 0,04 км² — водойми.

### Клімат
| Клімат : О'Браєн        | Клімат : О'Браєн | Клімат : О'Браєн | Клімат : О'Браєн | Клімат : О'Браєн | Клімат : О'Браєн | Клімат : О'Браєн | Клімат : О'Браєн | Клімат : О'Браєн | Клімат : О'Браєн | Клімат : О'Браєн | Клімат : О'Браєн | Клімат : О'Браєн | Клімат : О'Браєн |
| Показник                | Січ.             | Лют.             | Бер.             | Квіт.            | Трав.            | Черв.            | Лип.             | Серп.            | Вер.             | Жовт.            | Лист.            | Груд.            | Рік              |
| Абсолютний максимум, °C | 18,9             | 24,4             | 27,8             | 33,3             | 37,2             | 42,8             | 44,4             | 43,3             | 43,3             | 37,8             | 25,6             | 20,6             | 44,4             |
| Середній максимум, °C   | 10,6             | 13,9             | 16,7             | 20,0             | 25,0             | 29,4             | 34,4             | 34,4             | 31,1             | 23,3             | 13,9             | 10,0             | 21,7             |
| Середній мінімум, °C    | 0,6              | 1,1              | 1,7              | 2,8              | 5,6              | 8,3              | 11,1             | 10,0             | 7,2              | 3,9              | 2,8              | 0,6              | 4,4              |
| Абсолютний мінімум, °C  | −11,7            | −15,6            | −6,7             | −6,1             | −2,8             | −2,2             | 2,2              | 1,1              | −3,9             | −9,4             | −11,7            | −21,1            | −21,1            |
| Норма опадів, мм        | 274              | 237              | 200              | 109              | 61               | 24               | 7                | 10               | 20               | 90               | 244              | 330              | 1605             |
| ----------------------- | ---------------- | ---------------- | ---------------- | ---------------- | ---------------- | ---------------- | ---------------- | ---------------- | ---------------- | ---------------- | ---------------- | ---------------- | ---------------- |
| Джерело:                |                  |                  |                  |                  |                  |                  |                  |                  |                  |                  |                  |                  |                  |

## Демографія
Згідно з переписом 2010 року, у переписній місцевості мешкали 504 особи в 227 домогосподарствах у складі 139 родин. Густота населення становила 37 осіб/км².  Було 290 помешкань (21/км²).
Расовий склад населення:
| - 92,7 % — білих - 3,6 % — корінних американців - 1,0 % — чорних або афроамериканців - 0,6 % — азіатів - 0,2 % — вихідців з тихоокеанських островів - 1,0 % — осіб інших рас |

До двох чи більше рас належало 1,0 %. Частка іспаномовних становила 5,8 % від усіх жителів.
За віковим діапазоном населення розподілялося таким чином: 16,1 % — особи молодші 18 років, 58,5 % — особи у віці 18—64 років, 25,4 % — особи у віці 65 років та старші. Медіана віку мешканця становила 52,6 року. На 100 осіб жіночої статі у переписній місцевості припадало 107,4 чоловіків;  на 100 жінок у віці від 18 років та старших — 110,4 чоловіків також старших 18 років.
Цивільне працевлаштоване населення становило 49 осіб. Основні галузі зайнятості: мистецтво, розваги та відпочинок — 36,7 %, освіта, охорона здоров'я та соціальна допомога — 32,7 %, фінанси, страхування та нерухомість — 30,6 %.